# اردوگاه کار اجباری داخائو

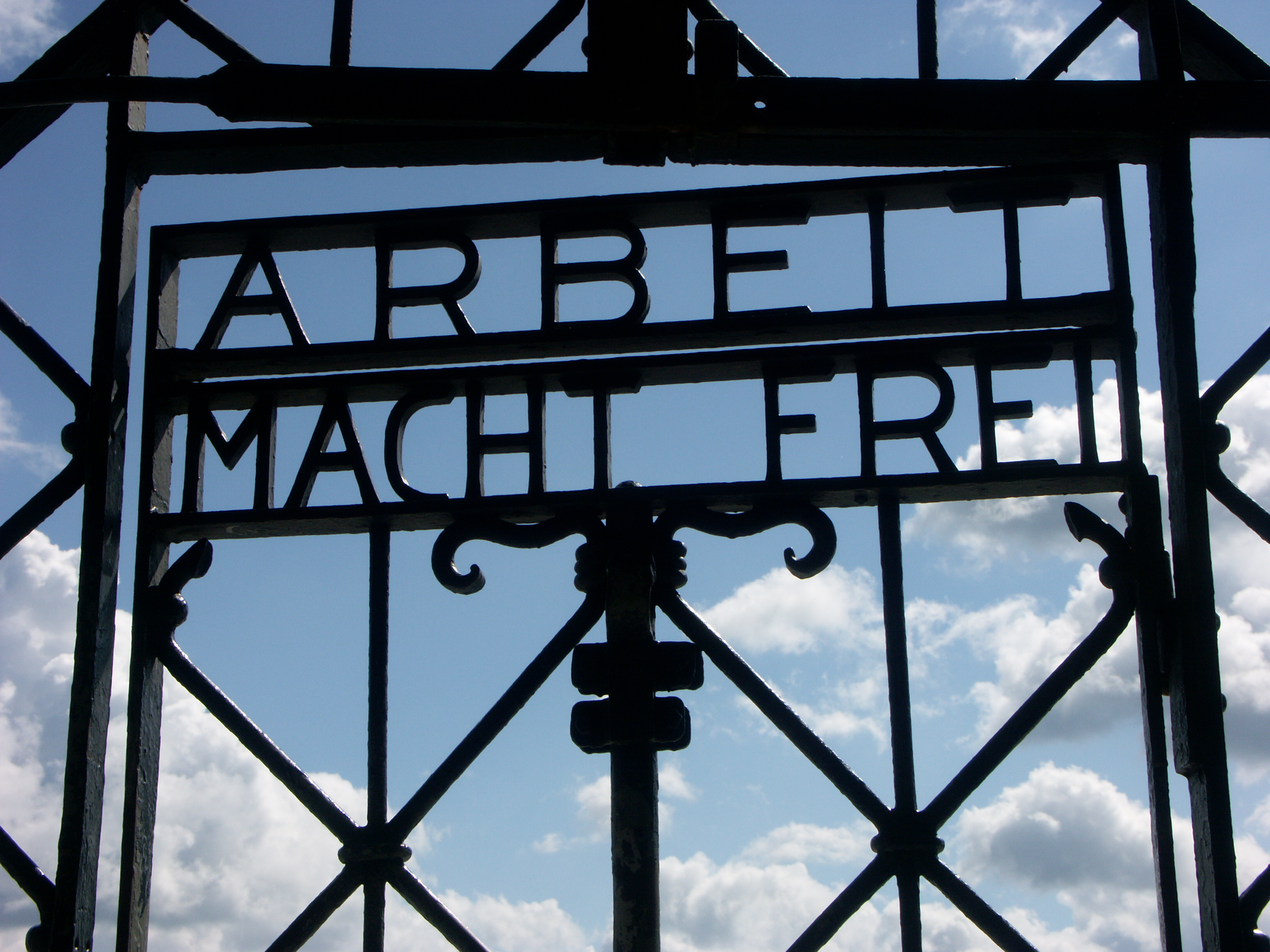
دروازه‌ای که از آن می‌توان وارد اردوگاه اسرا شد، دارای شعار Arbeit macht frei (کار آزاد می‌کند) است.

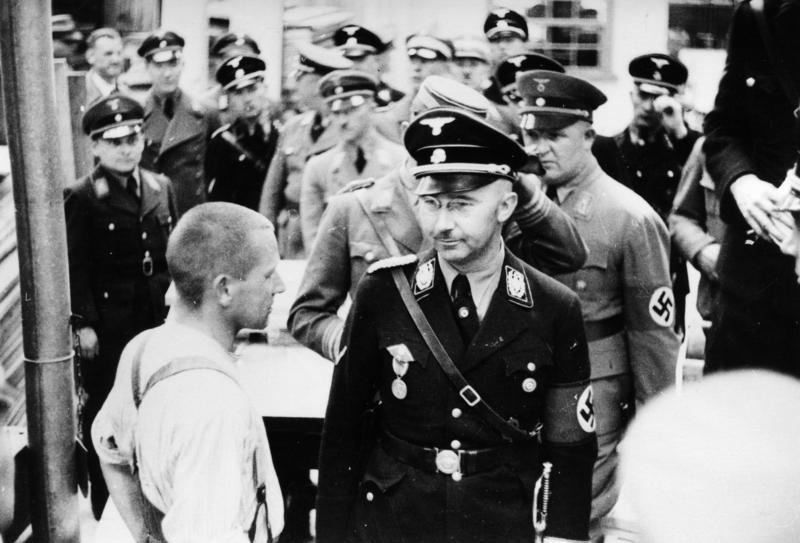
هاینریش هیملر (ردیف جلو، کنار زندانی) در بازدید از اردوگاه کار اجباری داخائو، ۱۹۳۶

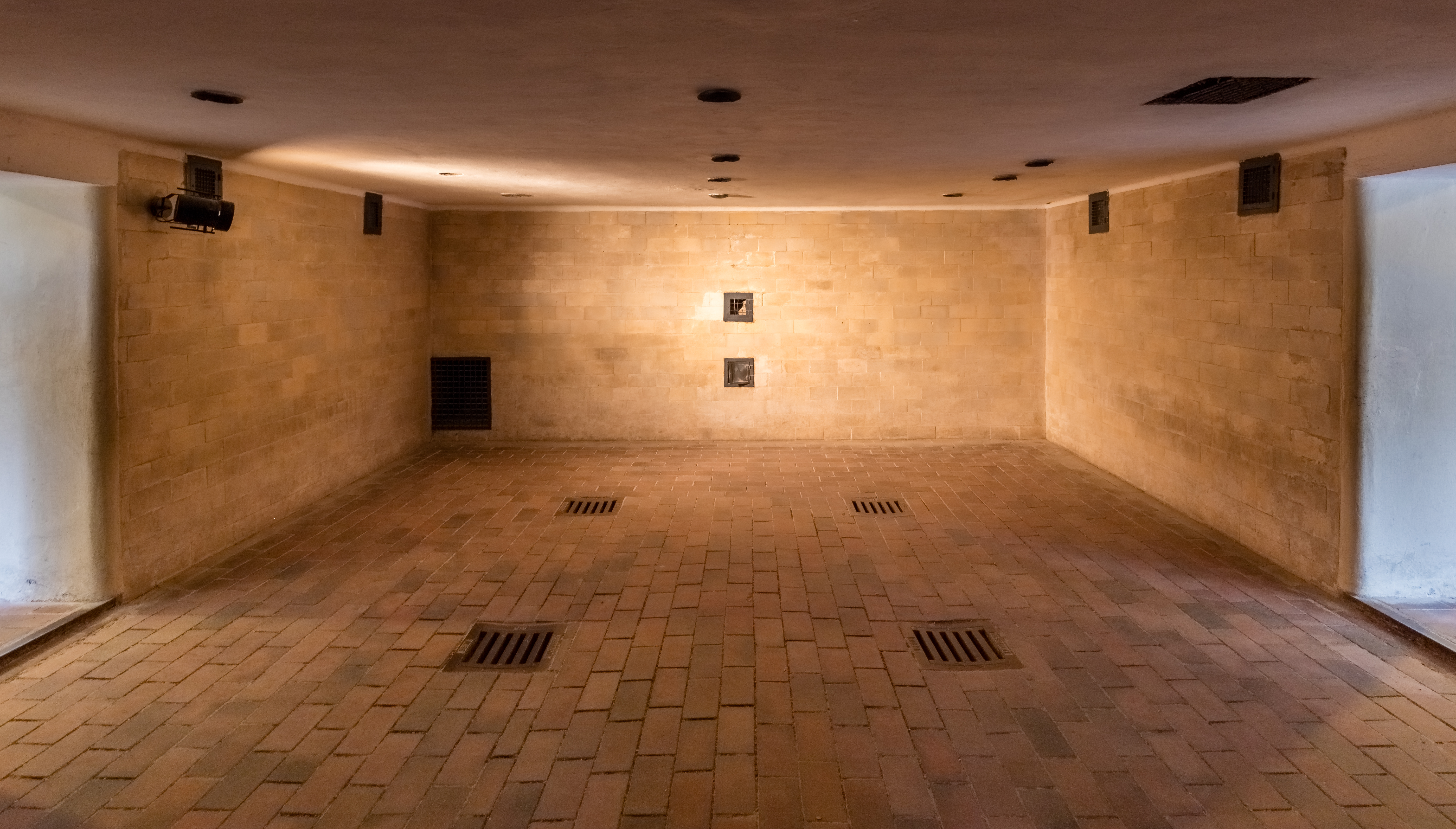
نمایی از اتاق گاز اردوگاه کار اجباری داخائو

اردوگاه کار اجباری داخائو (به آلمانی: KZ Dachau) از بزرگ‌ترین اردوگاه‌های کار اجباری آلمان نازی بود که توسط رژیم نازی در سال ۱۹۳۳ در ۱۶ کیلومتری شمال مونیخ در نزدیکی شهر داخائو در ایالت بایرن آلمان ساخته شد. این اردوگاه ۱۲۳ اردوگاه فرعی نیز داشت.
زندانیان در ترس دائمی از رفتار وحشیانه و بازداشت‌های خشونت‌آمیز زندگی می‌کردند، از جمله سلول‌های ایستاده، شلاق زدن، به اصطلاح آویزان کردن از درخت یا تیر و ایستادن در حالت خبردار برای مدّت‌های بسیار طولانی. بیش از ۳۰٬۰۰۰ نفر از یهودیان، لهستانی‌ها، روس‌ها و بسیاری از کشورهای دیگر در این اردوگاه به قتل رسیدند.
سرانجام در ۲۹ آوریل ۱۹۴۵، نیروهای آمریکایی داخائو را آزاد کردند و حدود ۳۲ هزار زندانی گرسنه تا سرحد مرگ را در اردوگاه اصلی پیدا کردند. آن‌ها بیش از ۳۰ واگن پُر از اجساد را بر راه‌آهن منتهی به اردوگاه پیدا کردند که متعلق به زندانیانی بود که در مسیر رسیدن به داخائو جان داده بودند و پیکرشان در حال تجزیه بود.

## تاریخچه

### تأسیس
پس از تصرف باواریا در ۹ مارس ۱۹۳۳، هاینریش هیملر که در آن زمان رئیس پلیس مونیخ بود، شروع به صحبت با مدیریت یک کارخانهٔ متروکه باروت و مهمات کرد. او از این محل بازدید کرد تا ببیند آیا می‌توان از آن برای اسکان زندانیان تحت حفاظت استفاده کرد. اردوگاه کار اجباری داخائو در ۲۲ مارس ۱۹۳۳ با ورود حدود ۲۰۰ زندانی از زندان اشتادلهایم در مونیخ و زندان لاندسبرگ (جایی که هیتلر در دوران حبس خود «نبرد من» را نوشته بود) افتتاح شد. هیملر در روزنامهٔ «مونشنر نویسته ناخریشتن» اعلام کرد که این اردوگاه می‌تواند تا ۵۰۰۰ نفر را در خود جای دهد و آن را به عنوان «اوّلین اردوگاه متمرکز برای زندانیان سیاسی» توصیف کرد که برای بازگرداندن آرامش به آلمان استفاده می‌شود.
این اردوگاه به اوّلین اردوگاه متمرکز منظم تبدیل شد که توسط دولت ائتلافی حزب کارگر ملّی سوسیالیست آلمان (حزب نازی) و حزب ملّی خلق آلمان (منحل شده در ۶ ژوئیه ۱۹۳۳) تأسیس شد.
شاهدان یهوه، همجنس‌گرایان و مهاجران پس از تصویب قوانین نورنبرگ در سال ۱۹۳۵ که تبعیض نژادی را نهادینه کرد، به داخائو فرستاده شدند. در اوایل سال ۱۹۳۷، اس‌اس با استفاده از نیروی کار زندانیان، ساخت مجموعه‌ای بزرگ را آغاز کرد که قادر به نگهداری ۶۰۰۰ زندانی بود. ساخت و ساز رسماً در اواسط اوت ۱۹۳۸ به پایان رسید. مخالفان سیاسی بیشتر و بیش از ۱۱٬۰۰۰ یهودی آلمانی و اتریشی پس از الحاق اتریش و سودتنلند در سال ۱۹۳۸ به این اردوگاه فرستاده شدند. صدها نفر از سینتی و کولی در سال ۱۹۳۹ به اردوگاه فرستاده شدند و بیش از ۱۳٬۰۰۰ زندانی از لهستان در سال ۱۹۴۰ به این اردوگاه اعزام شدند. نمایندگان کمیته بین‌المللی صلیب سرخ در سال‌های ۱۹۳۵ و ۱۹۳۸ از این اردوگاه بازدید کردند و شرایط سخت آن را مستند کردند.

### کار اجباری
زندانیان اردوگاه داخائو در اصل قرار بود، به عنوان نیروی کار اجباری برای یک کارخانهٔ مهمات‌سازی و گسترش اردوگاه خدمت کنند. این اردوگاه به عنوان یک مرکز آموزشی برای نگهبانان اس‌اس-توتن‌کوپف‌فربانده استفاده می‌شد و الگویی برای سایر اردوگاه‌های کار اجباری بود.
اردوگاه حدود ۳۰۰ متر در ۶۰۰ متر به شکل مستطیل بود. ورودی زندانیان با دروازه‌ای آهنی با شعار «کار آزاد می‌کند» (Arbeit macht frei) ساخته شده بود. این شعار بازتاب‌دهندهٔ تبلیغات نازی بود که این اردوگاه‌ها را به عنوان اردوگاه‌های کار و بازآموزی معرفی می‌کرد. این هدف اصلی آن‌ها بود، امّا این هدف و شعار به‌زودی به استفاده از کار اجباری به عنوان روشی برای شکنجه و قتل تغییر یافت. شعار اصلی روی دروازه‌ها باقی ماند.
از سال ۱۹۳۸، روند پذیرش تازه‌واردان در Schubraum انجام می‌شد، جایی که زندانیان باید لباس‌ها و دارایی‌های خود را تحویل می‌دادند. آلبرت تایس، یکی از زندانیان سابق لوکزامبورگی، دربارهٔ این اتاق گفت: «در آنجا همهٔ لباس‌هایمان را از ما گرفتند. همه چیز باید تحویل داده می‌شد: پول، حلقه، ساعت. اکنون کاملاً برهنه بودیم.»

### اردوگاه پس از عملیات بارباروسا
بیش از ۴۰۰۰ اسیر جنگی شوروی توسط گارد فرمانده داخائو در میدان تیراندازی اس‌اس واقع در هبرتس‌هاوزن، دو کیلومتری اردوگاه اصلی، در سال‌های ۱۹۴۳–۱۹۴۱ به قتل رسیدند. اس‌اس از اصطلاح کنایه‌آمیز «رفتار ویژه» (Sonderbehandlung) برای این اعدام‌ها استفاده می‌کرد. اوّلین اعدام‌های اسرای جنگی شوروی در میدان تیراندازی هبرتس‌هاوزن در ۲۵ نوامبر ۱۹۴۱ انجام شد.
پس از سال ۱۹۴۲، تعداد زندانیان نگهداری شده در اردوگاه به بیش از ۱۲٬۰۰۰ نفر رسیده بود. داخائو در ابتدا در سال ۱۹۳۳ کمونیست‌ها، سوسیالیست‌های برجسته و دیگر «دشمنان دولت» را نگه می‌داشت، امّا با گذشت زمان، نازی‌ها شروع به فرستادن یهودیان آلمانی به اردوگاه کردند. در سال‌های اوّلیه زندان، به یهودیان اجازهٔ مهاجرت به خارج از کشور داده می‌شد، به شرطی که «داوطلبانه» اموال خود را برای افزایش خزانه عمومی هیتلر واگذار کنند. پس از الحاق اتریش و انحلال چکسلواکی، شهروندان هر دو کشور تبدیل به زندانیان بعدی داخائو شدند. در سال ۱۹۴۰، داخائو پُر از زندانیان لهستانی شد که تا زمان آزادسازی رسمی داخائو، همچنان اکثریت جمعیت زندانیان را تشکیل می‌دادند.
در ماه‌های آخر جنگ، شرایط در داخائو وخیم‌تر شد. همان‌طور که نیروهای متفقین به سمت آلمان پیشروی می‌کردند، آلمانی‌ها شروع به انتقال زندانیان از اردوگاه‌های کار اجباری نزدیک جبهه به اردوگاه‌های مرکزی‌تر کردند. آن‌ها امیدوار بودند از آزادسازی تعداد زیادی از زندانیان جلوگیری کنند. حمل و نقل از اردوگاه‌های تخلیه‌شده، به‌طور مداوم به داخائو می‌رسید. پس از روزها سفر با غذا و آب کم یا بدون آن، زندانیان ضعیف و خسته، اغلب نزدیک به مرگ می‌رسیدند. اپیدمی‌های تیفوس در نتیجهٔ ازدحام بیش از حد، شرایط بهداشتی ضعیف، تدارکات ناکافی و وضعیت ضعیف زندانیان به یک مشکل جدی تبدیل شد.
به دلیل انتقال‌های مکرر از جبهه، اردوگاه دائماً بیش از حد شلوغ بود و شرایط بهداشتی زیر حد کرامت انسانی بود. از اواخر سال ۱۹۴۴ تا روز آزادسازی، ۱۵٬۰۰۰ نفر جان خود را از دست دادند که حدود نیمی از کل زندانیان نگهداری شده در داخائو بودند. پانصد اسیر جنگی شوروی با جوخه آتش اعدام شدند.

### روزهای پایانی اردوگاه
تا ۱۹ آوریل ۱۹۴۵، زندانیان به داخائو فرستاده می‌شدند؛ در آن تاریخ یک قطار باری از بوخنوالد با نزدیک به ۴٬۵۰۰ نفر به نامرینگ منحرف شد. نیروهای اس‌اس و پلیس غذا و آبی را که مردم محلّی سعی داشتند به زندانیان بدهند، مصادره کردند. دستور داده شد تا نزدیک به ۳۰۰ جسد از قطار خارج و به درّه‌ای در بیش از ۴۰۰ متری حمل شوند. ۵۲۴ زندانی که مجبور شده بودند اجساد را به این محل حمل کنند، سپس توسط نگهبانان تیرباران شدند و همراه با کسانی که در قطار جان باخته بودند، دفن شدند. نزدیک به ۸۰۰ جسد در این گور دسته‌جمعی قرار گرفت. قطار به سمت داخائو ادامهٔ مسیر داد و تنها با ۸۱۶ نفر که زنده مانده بودند، به مقصد رسید.
در آوریل ۱۹۴۵، همان‌طور که نیروهای آمریکایی عمیق‌تر وارد باواریا می‌شدند، فرمانده داخائو به هیملر پیشنهاد داد که اردوگاه به متفقین تحویل داده شود. هیملر در مکاتبه‌ای امضا شده، چنین اقدامی را ممنوع کرد و افزود: «هیچ زندانی‌ای نباید زنده به دست دشمن بیفتد.»

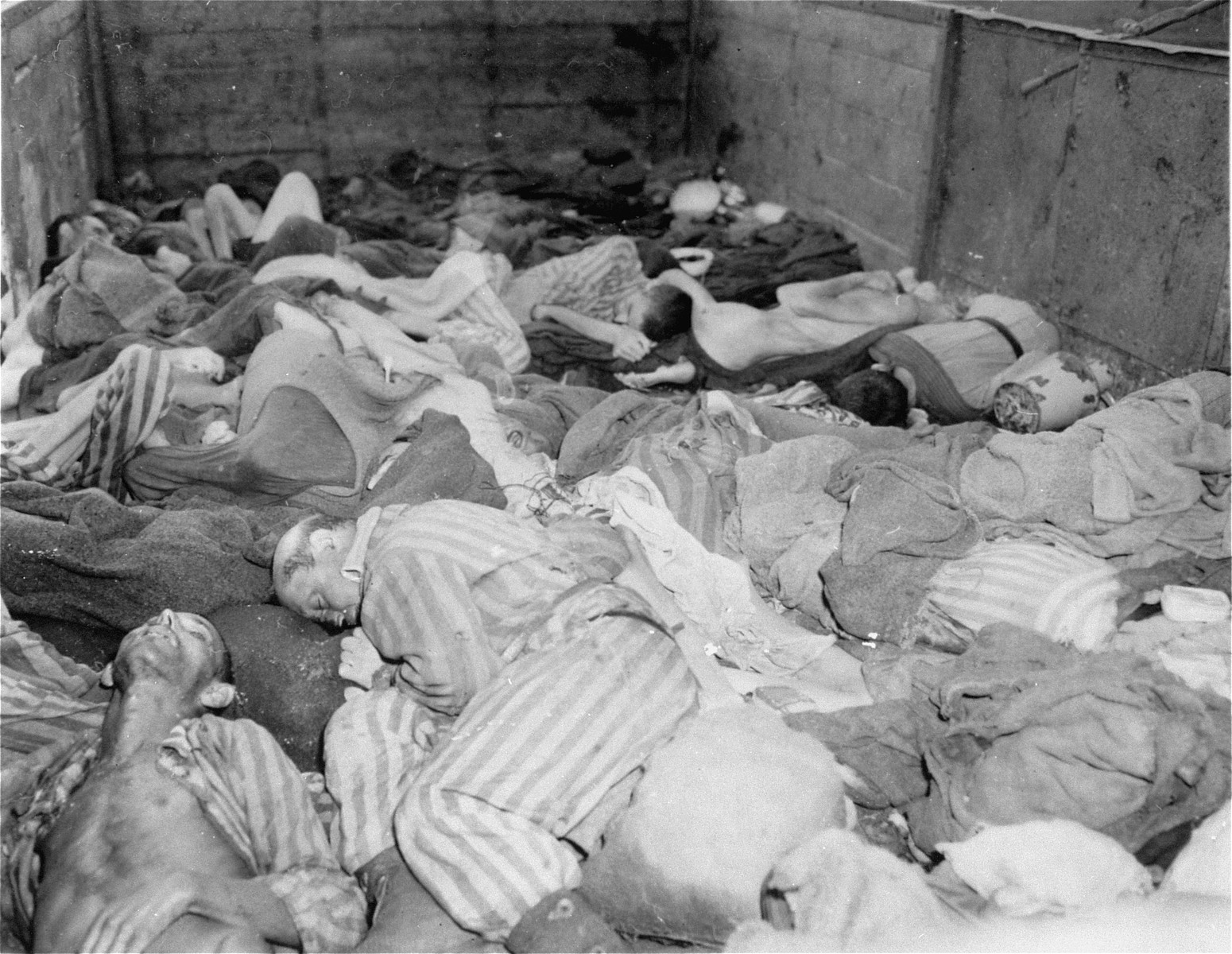
اجساد در قطار مرگ داخائو

در ۲۴ آوریل ۱۹۴۵، تنها چند روز قبل از رسیدن نیروهای آمریکایی به اردوگاه، فرمانده و یک گارد قوی بین ۶٬۰۰۰ تا ۷٬۰۰۰ زندانی بازمانده را در یک راهپیمایی مرگ از داخائو به سمت جنوب به اویراسبورگ، سپس به سمت شرق به سمت تگرنزه مجبور کردند و دو روز پس از مرگ هیتلر توسط ارتش آمریکا آزاد شدند. هر زندانی که نمی‌توانست در این راهپیمایی شش روزه همگام شود، تیرباران می‌شد. بسیاری دیگر از خستگی، گرسنگی و قرار گرفتن در معرض شرایط سخت جان باختند. ماه‌ها بعد، یک گور دسته‌جمعی حاوی ۱٬۰۷۱ زندانی در مسیر پیدا شد.
اگرچه در زمان آزادسازی، میزان مرگ و میر به اوج ۲۰۰ نفر در روز رسیده بود، پس از آزادسازی توسط نیروهای آمریکایی، این میزان در نهایت بین ۵۰ تا ۸۰ مرگ در روز به دلیل سوءتغذیه و بیماری کاهش یافت. علاوه‌بر سوءاستفادهٔ مستقیم اس‌اس و شرایط سخت، افراد از اپیدمی‌های تیفوس و گرسنگی جان می‌باختند.

## ساختار اردوگاه
داخائو در ابتدا و پیش از تبدیل به اردوگاه کار اجباری، کارخانهٔ مهمات‌سازی بلااستفاده‌ای بود که از جنگ جهانی اوّل باقی مانده بود. در ۲۲ مارس ۱۹۳۳، نخستین گروه از زندانیان به داخائو آورده شدند. در سال ۱۹۳۷ بود که نیروهای شبه‌نظامی «اس‌اس» زندانیان را مجبور کردند تا برای گسترش اردوگاه، کارخانهٔ تسلیحاتی را تخریب کرده و مجموعه‌ای بزرگ‌تر بسازند. این بازسازی در میانهٔ اوت ۱۹۳۸ به پایان رسید. ساختمان جدید شامل بخشی تسهیلاتی برای زندانیان مانند حمام و آشپزخانه بود که پشت آن، ساختمان گشتاپو قرار داشت که شامل دفاتر پلیس نازی، سلول‌های شکنجه، سلول‌های انفرادی و بخشی برای مجازات خود مقام‌های نازی بود. روبه‌روی این ساختمان U مانند، فضای بازی بود که سرشماری زندانیان را در دو نوبت روزانه (هر روز صبح و شب) انجام می‌دادند. در طول بازسازی اردوگاه در سال‌های ۱۹۳۸–۱۹۳۷، نازی‌ها زندانیان را مجبور به ساخت بازداشتگاه جدیدی کردند که آن را «بانکر» (Bunker) نامیدند. بانکر برای مجازات و شکستن ارادهٔ زندانیان مورد استفاده قرار می‌گرفت. زندانیان برای هفته‌ها و بلکه ماه‌ها، در سلول‌هایی تاریک با کمترین میزان غذا نسبت به سایر زندانیان اردوگاه نگهداری و مدام شکنجه می‌شدند.
در داخائو مکان دیگری نیز به نام «بلوک کشیش‌ها» (Pfarrer Block) وجود داشت. نازی‌ها سعی کرده بودند که تمامی فرقه‌های مختلف پروتستان را در یک کلیسای واحد، متحد کنند و روحانیون را زیر کنترل و سلطهٔ خود درآورند. زندانیان در این سلول‌ها با شکنجه‌ها و بازجویی‌هایی که می‌توانست به مرگ آنان ختم شود، روبه‌رو بودند. در سال ۱۹۴۴ در بحبوحهٔ جنگ جهانی دوم شمار زندانیان به‌طور چشمگیری افزایش یافته بود. در داخائو، مقامات اردوگاه «سلول‌های ایستاده» تعبیه کردند. سلول‌هایی بسیار کوچک که به سه سلول ایستاده تقسیم می‌شد. سلول‌هایی تاریک و خفه‌کننده با یک دریچهٔ کوچک هوا، در متراژ ۷۵ سانتی‌متر در ۸۰ سانتی‌متر که زندانی نه بتواند بنشیند و نه بتواند دراز بکشد. زندانیان گاه برای روزها در این سلول‌ها حبس بودند.

### نمای کلّی
اردوگاه شامل یک ساختمان اداری بود که دفاتری برای کمیسر دادگاه گشتاپو، مقام‌های اس‌اس، رهبر اردوگاه و معاونانش داشت. این دفاتر اداری شامل اتاق‌های بزرگ ذخیره‌سازی برای وسایل شخصی زندانیان، بونکر، میدان فراخوانی که نگهبانان همچنین زندانیان را مجازات می‌کردند (به‌ویژه کسانی که سعی در فرار داشتند)، غذاخوری که در آن زندانیان به مردان اس‌اس سیگار و غذا می‌دادند، موزه‌ای که شامل تصاویر گچی از زندانیانی بود که از نقص‌های بدنی رنج می‌بردند، دفتر اردوگاه، کتابخانه، سربازخانه‌ها و درمانگاه که توسط زندانیانی که قبلاً مشاغلی مانند پزشک یا جراح ارتش داشتند، اداره می‌شد.

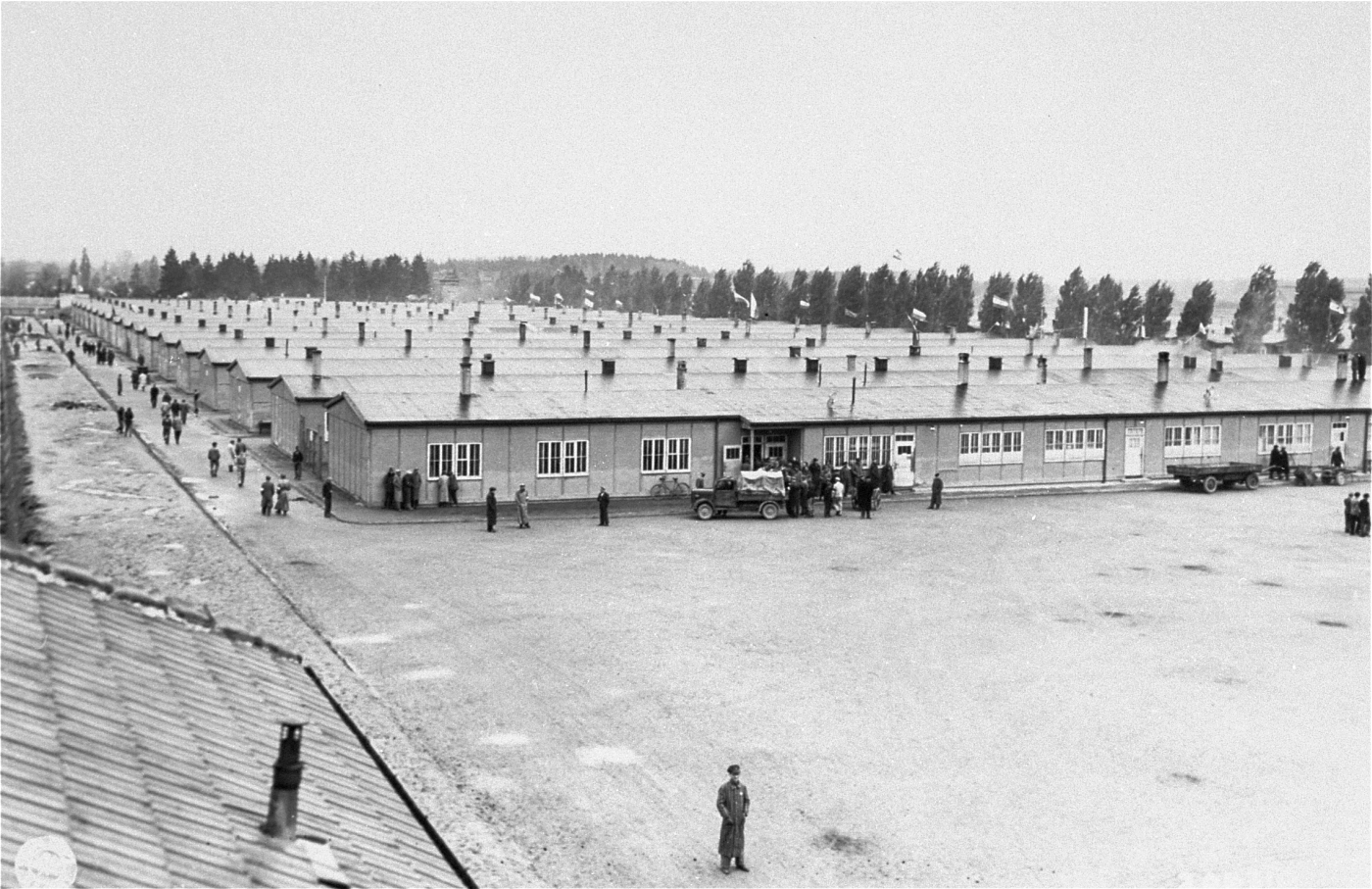
سربازخانه‌های زندانیان در سال ۱۹۴۵

محوطه زندانیان در اردوگاه به شدت محافظت می‌شد تا اطمینان حاصل شود که هیچ زندانی‌ای فرار نمی‌کند. یک منطقهٔ بی‌طرف به عرض ۳ متر اوّلین نشانهٔ محدودیت برای زندانیان بود؛ منطقه‌ای که ورود به آن باعث شلیک مرگبار از برج‌های نگهبانی می‌شد. مشهور است که نگهبانان کلاه‌های زندانیان را در این منطقه می‌انداختند که منجر به مرگ زندانیان هنگام تلاش برای بازپس‌گیری کلاه‌هایشان می‌شد. زندانیان ناامید نیز با ورود به این منطقه خودکشی می‌کردند. یک نهر به عمق ۱٫۲ متر و عرض ۲٫۴ متر، متصل به رودخانه آمپر، در سمت غربی بین «منطقه خنثی» و حصار سیم خاردار برق‌دار که کل محوطه زندانیان را احاطه کرده بود، قرار داشت.

### اردوگاه‌های فرعی داخائو
اردوگاه‌های فرعی تحت اختیار داخائو در تابستان و پاییز ۱۹۴۴ در نزدیکی کارخانه‌های تسلیحاتی در سراسر جنوب آلمان برای افزایش تولید جنگی تأسیس شدند. داخائو به تنهایی بیش از ۳۰ اردوگاه فرعی بزرگ و صدها اردوگاه کوچکتر داشت که در آنها بیش از ۳۰٬۰۰۰ زندانی تقریباً منحصراً روی تسلیحات کار می‌کردند.
در مجموع، سیستم اردوگاه کار اجباری داخائو شامل ۱۲۳ اردوگاه فرعی و کماندو بود که در سال ۱۹۴۳ هنگامی که کارخانه‌ها در نزدیکی اردوگاه اصلی برای استفاده از کار اجباری زندانیان داخائو ساخته شدند، تأسیس شدند. از ۱۲۳ اردوگاه فرعی، یازده مورد کائوفرینگ (Kaufering) نامیده می‌شدند که با شماره‌ای در انتهای هر یک مشخص می‌شدند. تمام اردوگاه‌های فرعی کائوفرینگ به‌طور خاص برای ساخت سه کارخانهٔ زیرزمینی (بمباران‌های متفقین آن‌ها را مجبور کرد که زیرزمینی باشند) برای پروژه‌ای به نام Ringeltaube (کبوتر جنگلی) تأسیس شدند که قرار بود محل ساخت هواپیمای جنگنده جت آلمانی باشد. در روزهای آخر جنگ، در آوریل ۱۹۴۵، اردوگاه‌های کائوفرینگ تخلیه شدند و حدود ۱۵٬۰۰۰ زندانی به اردوگاه اصلی داخائو فرستاده شدند. تخمین زده می‌شود که تیفوس به تنهایی بین دسامبر ۱۹۴۴ و آوریل ۱۹۴۵ باعث ۱۵٬۰۰۰ مرگ شده است.
همان‌طور که نیروهای ارتش آمریکا در ۲۷ آوریل ۱۹۴۵ به اردوگاه فرعی داخائو در لاندسبرگ نزدیک می‌شدند، افسر اس‌اس مسئول دستور داد که ۴٬۰۰۰ زندانی به قتل برسند. پنجره‌ها و درهای کلبه‌هایشان میخکوب شدند. سپس ساختمان‌ها را با بنزین خیس کردند و آتش زدند. زندانیانی که برهنه یا تقریباً برهنه بودند، زنده سوختند؛ در حالی که برخی موفق شدند قبل از مرگ از ساختمان‌ها بیرون بخزند.

## آزمایش‌های پزشکی
صدها زندانی در آزمایش‌های پزشکی انجام شده در داخائو که زیگموند راشر مسئول آن بود، رنج کشیدند و جان باختند یا اعدام شدند. آزمایش‌های هیپوترمی شامل قرار گرفتن در معرض وان‌های آب یخ یا بسته شدن برهنه در فضای باز در دماهای یخبندان بود. تلاش‌ها برای احیای قربانیان شامل حمام‌های داغ و مجبور کردن زنان برهنه به داشتن رابطه جنسی با قربانی بیهوش بود. نزدیک به ۱۰۰ زندانی در طول این آزمایش‌ها جان باختند. سوابق اصلی این آزمایش‌ها «در تلاشی برای پنهان کردن جنایات» نابود شدند. ارتباطات گسترده بین محققان و هاینریش هیملر، رئیس اس‌اس، این آزمایش‌ها را مستند می‌کند.
در طول سال ۱۹۴۲، آزمایش‌های «ارتفاع بالا» انجام شد. قربانیان در معرض کاهش فشار سریع به فشارهای موجود در ارتفاع ۴٬۳۰۰ متری قرار می‌گرفتند و دچار تشنج‌های اسپاسمی، تنفس احتضاری و در نهایت مرگ می‌شدند.
در داخائو، پزشکان نیروی هوایی آلمان و مؤسسهٔ آزمایش هوانوردی آن، آزمایش‌های در ارتفاع بالا (فشار کم) را روی زندانیان انجام می‌دادند تا حداکثر ارتفاعی را که انسان در هواپیمای آسیب‌دیده می‌تواند تحمل و با چتر نجات پیدا کند، مشخص شود. دانشمندان نازی همچنین آزمایشی موسوم به «انجماد» را روی زندانیان انجام می‌دادند تا درمان مؤثری برای «سرمازدگی» (هیپوترمی) پیدا کنند. همچنین از زندانیان برای پیدا کردن روشی برای آشامیدنی کردن آب دریا استفاده می‌کردند. آزمایش‌های دیگر، استفاده از زندانیان اردوگاه برای آزمایش مواد ترکیبی از پادزهرها برای ایمن‌سازی، پیشگیری و درمان بیماری‌های واگیردار بود.

## آزادسازی اردوگاه

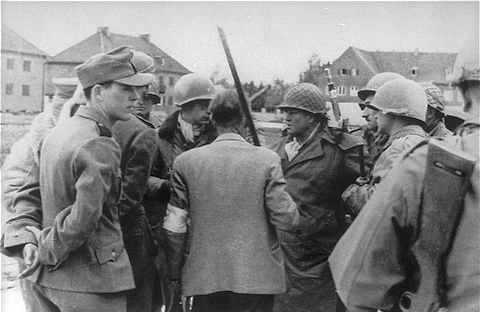
مردان اس‌اس در جریان آزادی اردوگاه (۲۹ آوریل ۱۹۴۵) با سرتیپ هنینگ لیندن (مردی با کلاه ایمنی که به سمت راست خود نگاه می‌کند) گفت‌وگو می‌کنند.

با آگاهی کامل از اینکه آلمان در جنگ جهانی دوم در حال شکست است، اس‌اس وقت خود را صرف از بین بردن شواهد جنایاتی کرد که در اردوگاه‌های کار اجباری مرتکب شده بود. آن‌ها در آوریل ۱۹۴۵ شروع به نابود کردن شواهد مجرمانه کردند و قصد داشتند زندانیان را به قتل برسانند. با این حال، این برنامه‌ها اجرا نشدند. در اواسط آوریل، برنامه‌های تخلیه اردوگاه با فرستادن زندانیان به سمت تیرول آغاز شد. در ۲۶ آوریل، بیش از ۱۰٬۰۰۰ زندانی مجبور شدند اردوگاه کار اجباری داخائو را با پای پیاده، با قطار یا با کامیون ترک کنند. بزرگ‌ترین گروه حدود ۷٬۰۰۰ زندانی در یک راهپیمایی چند روزه به سمت جنوب رانده شدند. بیش از ۱٬۰۰۰ زندانی این راهپیمایی را زنده نماندند. حمل و نقل‌های تخلیه جان هزاران زندانی را گرفت.

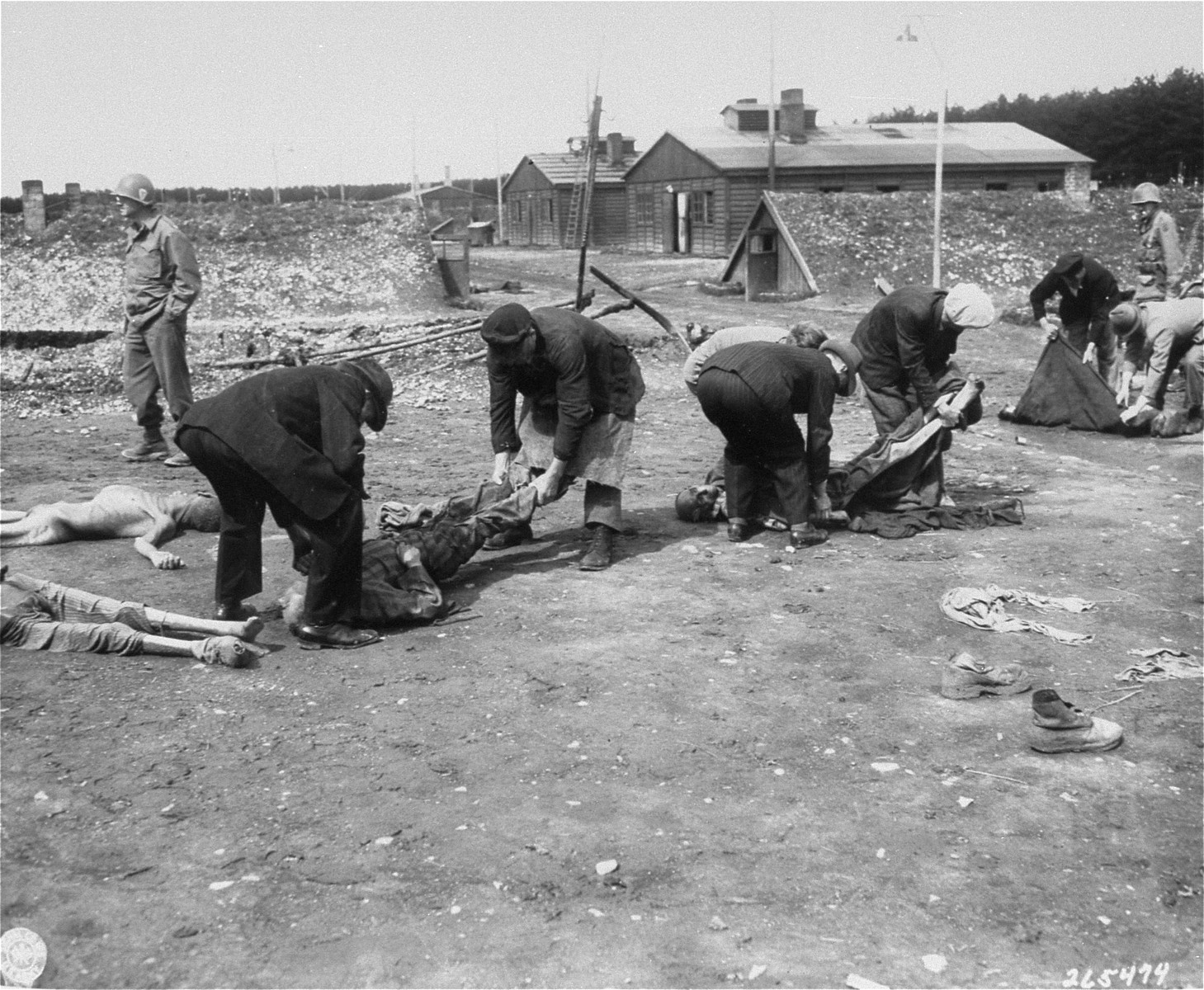
غیرنظامیان آلمانی مجبور به دفن قربانیان اردوگاه فرعی Kaufering IV شدند.

در ۲۶ آوریل ۱۹۴۵، کارل ریمر، یکی از زندانیان، از اردوگاه کار اجباری داخائو فرار کرد تا از نیروهای آمریکایی کمک بگیرد و در ۲۸ آوریل ویکتور مائورر، نماینده صلیب سرخ بین‌المللی، توافقنامه‌ای را برای تسلیم اردوگاه به نیروهای آمریکایی مذاکره کرد. آن شب، یک کمیته زندانیان بین‌المللی که به‌طور مخفیانه تشکیل شده بود، کنترل اردوگاه را به دست گرفت. به واحدهایی از گردان سوم، هنگ پیاده‌نظام ۱۵۷، لشکر پیاده‌نظام ۴۵، تحت فرماندهی سرهنگ دوم فلیکس ال. اسپارکس، دستور داده شد تا اردوگاه را تأمین کنند. در ۲۹ آوریل، اسپارکس بخشی از گردان خود را هدایت کرد تا از روی دیوار کناری وارد اردوگاه شوند.

تقریباً در همان زمان، سرتیپ هنینگ لیندن هنگ پیاده‌نظام ۲۲۲ از لشکر پیاده‌نظام ۴۲ (رنگین کمان) را هدایت کرد تا تسلیم رسمی اردوگاه را از ستوان آلمانی هاینریش ویکر در ورودی بین اردوگاه و مجموعه پادگان اس‌اس بپذیرند. لیندن با مارگارت هیگینز و سایر خبرنگاران سفر می‌کرد؛ در نتیجه، دسته لیندن با پذیرش تسلیم اردوگاه، تیترهای بین‌المللی ایجاد کرد. بیش از ۳۰٬۰۰۰ یهودی و زندانی سیاسی آزاد شدند و از سال ۱۹۴۵، طرفداران نسخه‌های لشکر ۴۲ و ۴۵ از رویدادها بر سر اینکه کدام واحد اوّلین بار داخائو را آزاد کرده است، بحث کرده‌اند.

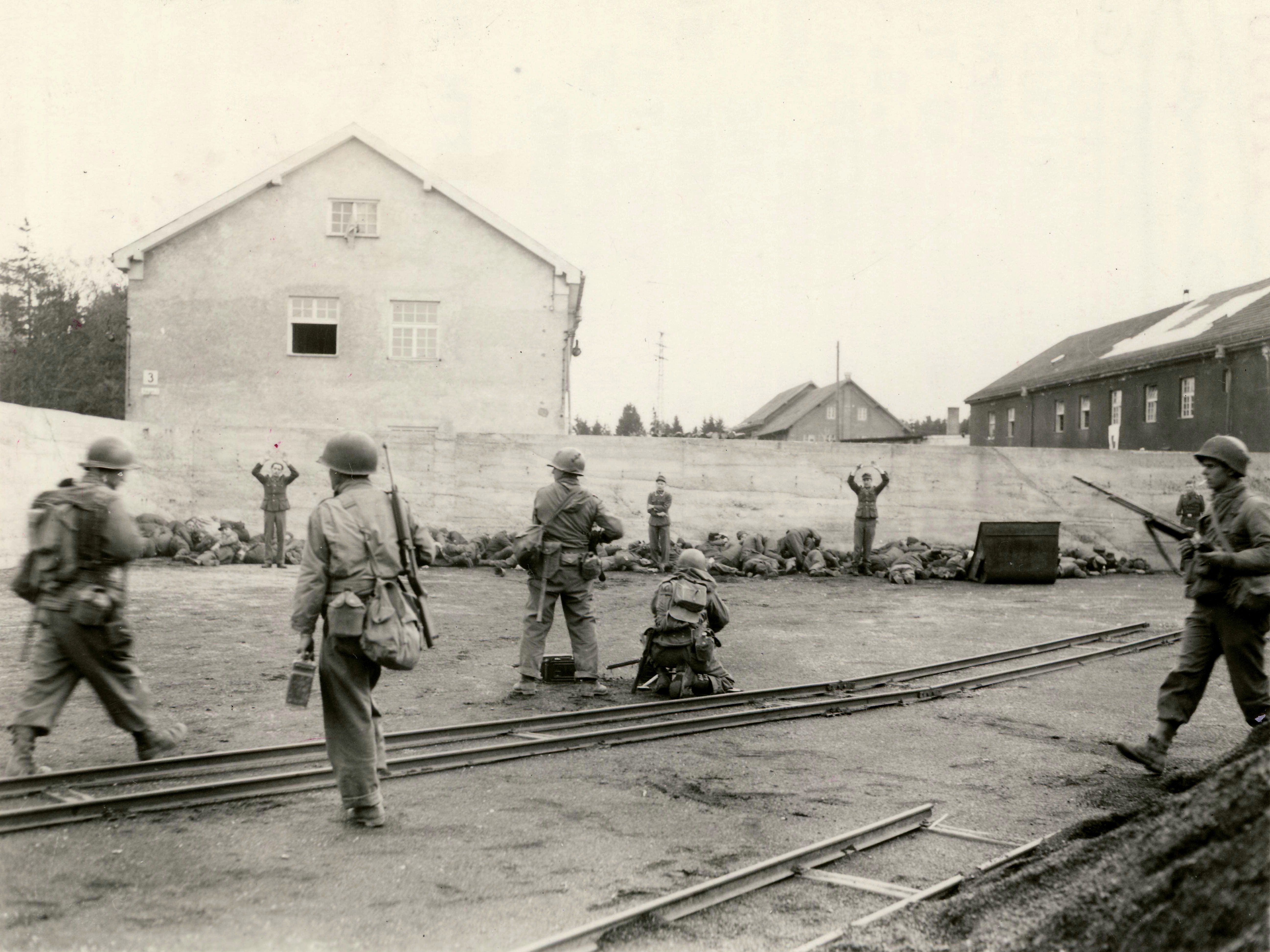
تصویری از قتل‌عام دسته‌جمعی نگهبانان اردوگاه داخائو

## کشتار نگهبانان

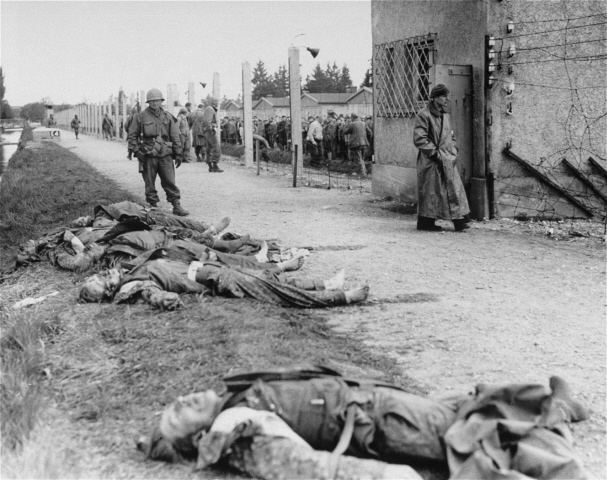
اجساد سربازان آلمانی قتل‌عام شده

در پایان جنگ جهانی دوم این اردوگاه روز ۲۹ آوریل سال ۱۹۴۵ به دست نیروهای آمریکایی افتاد. گفته می‌شود هنگامی که یکی از نگهبانان آلمانی سلاح خود را به سمت زندانیان که شامل مجرمان مدنی نیز می‌شدند، گرفت تا از گریز آن‌ها جلوگیری کند، این مسئله موجب برآشفتن سربازان آمریکایی شد. با وجود اینکه هیچ مقاومتی از جانب نگهبانان هنگام رسیدن آمریکایی‌ها صورت نگرفته بود، آمریکایی‌ها شروع به کشتن آن‌ها کردند. پس از کشتار اوّلیه، ۱۲۲ نگهبان دستگیر شدند. یک سرباز آمریکایی تعداد زیادی از این افراد را نیز با مسلسل خود به گلوله بست. گزارش‌هایی از بریده شدن سر یکی از نگهبانان توسط یکی از زندانیان با سرنیزه‌ای که آمریکایی‌ها به او داده بودند و «مثله و قطعه‌قطعه شدن» دست‌کم ۴۰ سرباز دیگر آلمانی نقل شده است.

## تشکیل دادگاه و مجازات مرتکبین جنایت‌ها
پس از آزادسازی اردوگاه، متهمان که افسران نازی بودند، شماره‌گذاری شدند و در محل اتهام قرار داشتند. چهل نفر از کارکنان داخائو از ۱۵ نوامبر تا ۱۳ دسامبر ۱۹۴۵ توسط مقامات آمریکایی محاکمه شدند. همهٔ آنان به «جنایت جنگی» محکوم شدند. ۳۶ نفر از کارکنان از جمله فرمانده اردوگاه «مارتین گاتفرید ویس» و پزشک اردوگاه «کلاوس کارل شیلینگ» به اعدام محکوم شدند. ۲۸ مورد از این اعدام‌ها نیز اجرایی شد.